# Дод, Уильям
Уильям Дод (англ. William Dod; 18 июля 1867, Бебингтон — 8 октября 1954, Лондон) — английский стрелок из лука, чемпион Олимпийских игр 1908 года.
Родился в Бебингтоне, графства Чешир. Был потомком сэра Энтони Дода, посвященного в рыцари после битвы при Азенкуре королём Генрихом V. Сам Уильям Дод утверждал, что сэр Энтони в этой битве командовал английскими лучниками, но это выглядит преувеличением, поскольку общее командование ими принято приписывать сэру Томасу Эрпингему.
Получил образование на дому при помощи частных учителей. Солидный семейный капитал, заработанный на банковской деятельности и производстве хлопчатобумажных тканей, позволял ему не устраиваться на службу. С детства увлекался спортом, играя в гольф и будучи большим любителем разных игр. Пристрастился к стрельбе из лука, навещая семью Ли (Legh), имение которой находилось недалеко от дома Додсов в графстве Чешир. Члены этой семьи были известными фигурами в спорте того времени.
Уильям и его сестра Лотти стали принимать участие в серьезных соревнованиях по стрельбе из лука после того, как в 1906 году перебрались из Чешира на юг, в Ньюбери в графстве Беркшир, где присоединились к недавно сформированному клубу по стрельбе из лука «Уилфорд Парк». Через два с половиной года Дод стал олимпийским чемпионом. В первый день олимпийских соревнований в Лондоне он смог в проливной дождь обеспечить себе 10-очковое преимущество перед соперниками. Когда дождь на следующий день сменился сложными ветровыми условиями, Дод продолжал лидировать и одержал безоговорочную победу, получив в конечном итоге преимущество в 47 очков над Реджинальдом Брукс-Кингом.
Затем в 1909 и 1911 годах завоевал титул чемпиона Великобритании по стрельбе из лука. После этого ушёл из этого вида спорта и обратился к игре в гольф. В 1912 году вышел в четвёртый раунд Британского любительского чемпионата по гольфу.
Через четыре недели после начала Первой мировой войны Дод был зачислен в 7-й пехотный полк (королевских фузилёров) и непродолжительное время служил в окопах рядовым, а затем переведен на службу в Королевский военно-морской флот Великобритании. Служил административным сотрудником во Франции при авиационной службе Королевского ВМФ, позже в связи с ухудщением состояния здоровья вернулся на родину.
Никогда не был женат, до конца своих дней жил вместе с сестрой Лотти. Незадолго до Второй мировой войны они поселились в поселке Уэстворд Хо в графстве Девон. В 1948 году Уильям избран президентом Королевского гольф-клуба Северного Девона. В 1950 году вместе с сестрой переселился в Лондон, где умер в 1954 году.